# Westalb

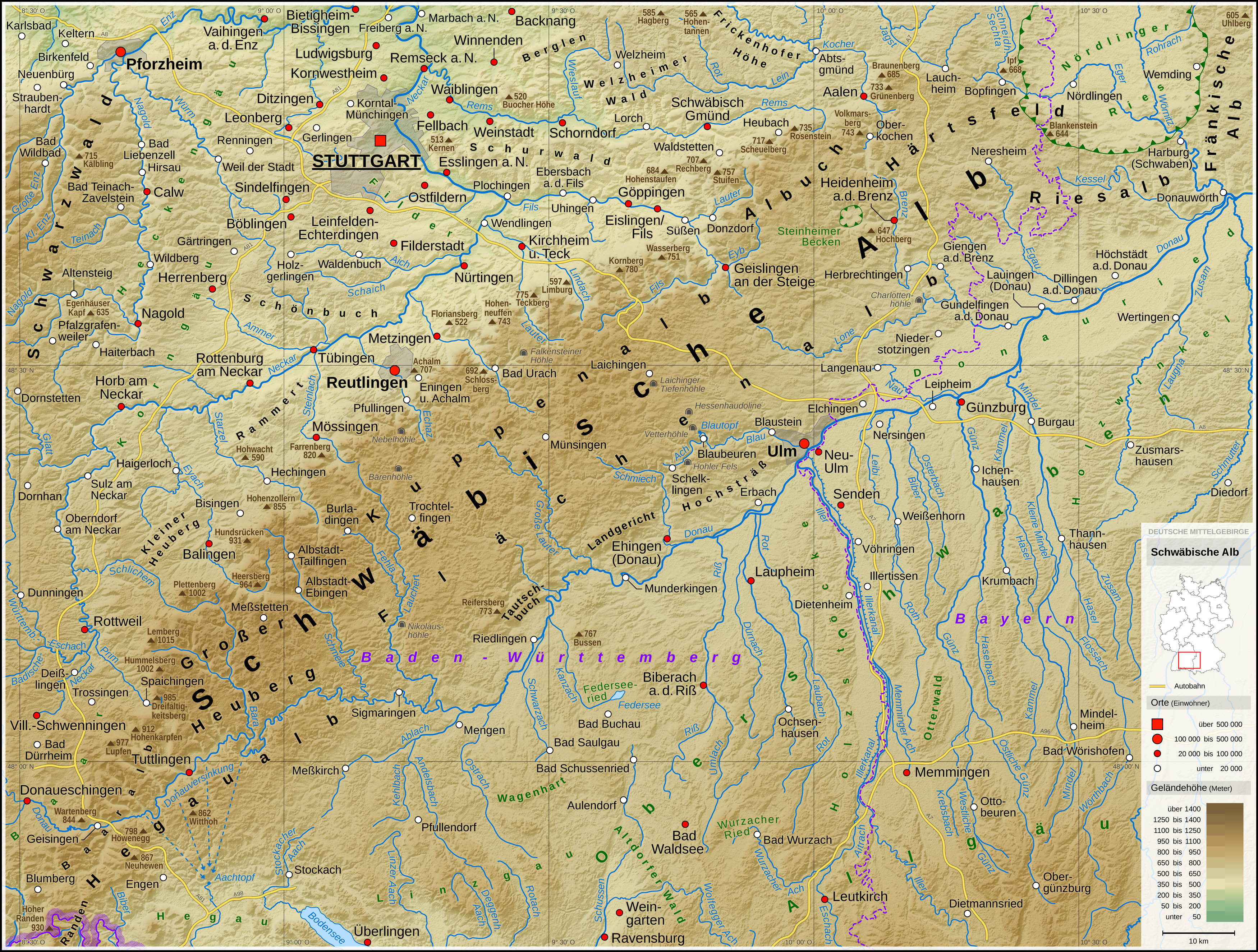
Schwäbische Alb

Als Naturraum 09 wird die Schwäbische Alb in Einheiten unterteilt, die dreistellig nummeriert sind. 093 entspricht der Westalb. Der geographische Raum wird dort als Hohe Schwabenalb bezeichnet. Der Name Westalb taucht im LGRB-geoPortal auf.
Die zwischen Tuttlingen und dem Raum Albstadt gelegene Westalb „Hohe Schwabenalb“ ist mit 800–1000 m NN der höchstgelegene Bereich des Mittelgebirges. Etliche Höhenpunkte liegen hier in Traufnähe um 1000 m NN, darunter der Lemberg (1015 m NN) als höchste Aufragung der Schwäbischen Alb. Zur Donau hin wird die Westalb durch das Tal der Bära und das Schmiecha-/Schmeietal entwässert. Auf der Traufseite greifen die kurzen Oberläufe der Eyach und der Starzel (Killertal) in den Albkörper ein, die beide im Neckar münden. Die Jura-Berge der Alb setzen sich nach Südwesten fort über  (092) Baaralb, Hegau-Alb und den Rheinfall bis weit in die Schweiz hinein.

## Naturräumliche Gliederung
In Baden-Württemberg werden zwei Gliederungssysteme angewendet. Die Unterteilung nach Meynen/Schmithüsen und die naturräumliche Gliederung nach SSYMANK (1994). Beide Gliederungen benutzen für Naturräume 4. Ordnung (dreistellig, nur Ziffern) identische Kennzahlen. Demnach gliedert sich die Südwestalb in:
- (zu 09 Schwäbische Alb, Kennzahl nach SSYMANK: D60)
  - 090 Randen (Klettgau- u. Randenalb)
    - 090.0 Schaffhauser Randen
    - 090.1 Reiat

  - 091 Hegaualb
  - 092 Baaralb und Oberes Donautal
    - 092.0/1 Baaralb
    - 092.3 Oberes Donautal (zwischen Tuttlingen und Inzigkofen)

  - 093 Hohe Schwabenalb
    - 093.1 auf Kartenblatt 178 nicht benannt
    - 093.2 Großer Heuberg
    - 093.3 Hohenzollernalb